# Цахурский сельсовет
Цахурский сельсовет — административно-территориальная единица и муниципальное образование со статусом сельского поселения в Рутульском районе Дагестана Российской Федерации.
Административный центр — село Цахур.

## Население
| 2002  | 2010  | 2012  | 2013  | 2014  | 2015  | 2016  |
| ----- | ----- | ----- | ----- | ----- | ----- | ----- |
| 867   | ↗1231 | ↘1208 | ↘1172 | ↘1147 | ↗1157 | ↘1136 |
| 2017  | 2018  | 2019  | 2020  | 2021  | 2023  | 2024  |
| ↘1127 | ↗1128 | ↘1127 | ↗1147 | ↘831  | ↗833  | ↗837  |

## Состав
| № | Населённый пункт | Тип населённого пункта       | Население |
| - | ---------------- | ---------------------------- | --------- |
| 1 | Микик            | село                         | ↘357      |
| 2 | Сюгут            | село                         | ↘117      |
| 3 | Хиях             | село                         | ↘43       |
| 4 | Цахур            | село, административный центр | ↘314      |